# ВНИИБТ
НПО «Буровая техника» — ВНИИБТ — самая крупная на постсоветском пространстве организация по проектированию скважин и технологии бурения. ВНИИБТ занимается проектированием сложных нефтяных и газовых скважин, в том числе и на континентальном шельфе. С 1998 года входит в Союз производителей нефтегазового оборудования.
С 2005 года входит в группу компаний Интегра.

## История создания института
Всесоюзный: научно-исследовательский и проектный институт по бурению нефтяных и газовых скважин (ВНИИбурнефть) был организован 28 февраля 1953 г. в результате объединения СКБ-2, Отдела бурения ВНИИ, Отдела многоствольного бурения и спецлаборатории Гипронефтемаша во исполнение Постановления Совета Министров СССР «О расширении научно-исследовательских работ в области бурения нефтяных и газовых скважин и создания высокопроизводительных долот для бурения».
- 23 августа 1957 г. — Всесоюзный научно-исследовательский институт буровой техники (ВНИИБТ) Госплана.
- 11 января 1971 г. — Всесоюзный ордена Трудового Красного знамени научно-исследовательский институт буровой техники (ВНИИБТ) Министерства нефтяной промышленности.
- 9 сентября 1991 г. — Научно-производственное объединение «Буровая техника».
- 3 июня 1996 г. — Открытое акционерное общество "Научно-производственное объединение «Буровая техника».

## Руководители института
- Давид Гаврилович Поронджанов — первый директор института, руководил с февраля 1953 по май 1954 г.
- Ролен Арсеньевич Иоаннесян, 1954—1955 гг.
- Николай Александрович Луценко, 1955—1958 гг.
- Эйюб Измаилович Тагиев, 1958—1960 гг.
- Асан Абдуллаевич Асан-Нури, 1960—1978 гг.
- Поликарп Автономович Палий, 1978—1979 гг.
- Юрий Вячеславович Вадецкий, 1979—1986 гг.
- Евгений Панфилович Ильясов, 1986—1987 гг.
- Юрий Григорьевич Апанович, 1987—1989 гг.
- Александр Васильевич Мнацаканов, 1989—1998 гг.
- Алексей Георгиевич Мессер, 1998—2002 гг.
- Владимир Петрович Андрияшин, 2002—2004 гг.
- Гарри Сергеевич Оганов, 2004—2012 гг.
- Геннадий Петрович Чайковский, с 2012 г. по настоящее время.

В разные годы руководителями важнейших научных направлений в институте были такие известные учёные, как Г. С. Баршай, Г. И. Булах, Я. А. Гельфгат, М. Т. Гусман, А. А. Гайворонский, Ю. С. Васильев, Р. А. Иоанесян, А. Г. Калинин, Э. Г. Кистер, М. И. Липкес, Б. И. Мительман, А. С. Мокшин, Г. А. Любимов, Н. Д. Щербюк, Р. М. Эйгелес, А. М. Ясашин, Л.А. Райхерт и др.
С 1980 года ВНИИБТ являлся головным научно-исследовательским институтом страны по разработке, постановке на производство и подконтрольному массовому применению технических средств, оборудования и технологий бурения скважин в нефтяной и газовой промышленности. Институт осуществлял координацию работы более 15 отраслевых и территориальных научно-исследовательских и проектно-конструкторских организаций и 20 заводов. Все технические задания на разработку буровых установок, наземного и подземного бурового оборудования и инструмента и техническая документация на их изготовление проходили техническую экспертизу и согласование во ВНИИБТ.

## Разработки института, используемые в мировой практике бурения скважин
Это, в первую очередь:
- турбинное бурение и бурение винтовыми забойными двигателями;
- наклонно-направленное, разветвленно-горизонтальное и горизонтальное бурение, в том числе строительство боковых стволов из эксплуатационных колонн бездействующих скважин;
- технология отбора керна, в том числе при бурении горизонтальных скважин;
- бурение скважин и вскрытие продуктивных пластов с использованием газообразных агентов в разнообразных горно-геологических условиях бурения и бурение на равновесии;
- научно обоснованная технология бурения за счёт проводки опорно-технологических скважин;
- рецептуры буровых растворов, технологии их приготовления, очистки и регулирования свойств, новые реагенты;
- технологии разобщения пластов пакерами, ликвидация зон поглощений и затрубных перетоков;
- методы управления очисткой забоя скважины;
- экспресс-методы оценки физико-механических свойств горных пород;
- методы обнаружения нефтегазопроявлений на ранней стадии их возникновения в процессе проводки скважин;
- технология и техника бурения без подъёма труб;
- технология и техника бурения стволов скважин большого диаметра с применением реактивно-турбинного бура (РТБ);
- технология бурения алмазными долотами с приводом от турбобура и целый ряд других технологий и разработок.

## Виды деятельности
- фундаментальные исследования буровых процессов;
- разработка и производство технических средств для бурения, крепления и ремонта скважин;
- проектирование строительства скважин разработка проектно-сметной документации;
- сертификационные испытания бурового и нефтепромыслового инструмента;
- подготовка специалистов высшей квалификации;
- разработка справочной, учебной и научно-методической литературы.

ВНИИБТ имеет свидетельство Министерства науки и технологий РФ о государственной аккредитации научной организации, лицензии Госгортехнадзора России на все виды своей деятельности, включая право подготовки специалистов для производств и объектов нефтяной и газовой промышленности, и лицензию Министерства образования РФ на право ведения образовательной деятельности в сфере профессионального образования.
НПО «Буровая техника» включает:
- головное подразделение — институт ВНИИБТ с Испытательным центром;
- Пермский филиал ВНИИБТ;
- Опытный завод в г. Котово Волгоградской области

Структура НПО позволяет выполнять работы по полному циклу создания буровой техники от фундаментальных исследований, научно-исследовательских и опытно-конструкторских работ до изготовления и испытания машиностроительной продукции и её использования при строительстве нефтяных, газовых и геологоразведочных скважин.
Испытательный центр аккредитован Минтопэнерго, Госгортехнадзором и Госстандартом России на право проведения всех видов испытаний, в том числе, для целей сертификации оборудования. По своей универсальности и многофункциональности используемого стендового оборудования Испытательный центр не имеет отечественных и зарубежных аналогов. Минпромнауки России осуществляет государственную финансовую поддержку этого бурового комплекса.
НПО имеет значительный ряд запатентованных и патентоспособных разработок, которые превосходят уровень разработок США, Канады, Англии, Норвегии, Германии, Франции, Японии и других ведущих стран мира, занятых решением тех же проблем, которыми занимаются специалисты НПО.
НПО является одной из базовых организаций в Техническом комитете № 261 Госстандарта СССР и России «Материалы и оборудование для нефтяной и газовой промышленности», деятельность которого гармонизирована с деятельностью аналогичного технического комитета Европейской системы ИСО и руководит работой подкомитетов «Буровое и эксплуатационное оборудование», «Обсадные, бурильные и насосно-компрессорные трубы», «Буровые растворы и скважинные цементы».
По линии Госгортехнадзора России НПО входит в состав отраслевой комиссии экспертизы промышленной безопасности в нефтяной и газовой промышленности.

### В составе НПО «Буровая техника» функционируют
- диссертационный совет с правом защиты диссертаций на соискание учёной степени доктора технических наук по специальности 25.00.15 «Технология бурения и освоения скважин»;
- аспирантура по специальностям 05.02.13 «Машины и агрегаты (нефтяная и газовая промышленность)» и 25.00.15 «Технология бурения и освоения скважин»;
- филиалы кафедр Бурения нефтяных и газовых скважин, Машин и оборудования нефтяной и газовой промышленности и Технологии машиностроения и сертификации в нефтяной и газовой промышленности Российского Государственного Университета нефти и газа им. И. М. Губкина.

В НПО работают специалисты, являющиеся членами Американского общества инженеров-механиков, Научно-технического совета ОАО «Газпром», Московского математического общества. Специалисты института решением Маркусовского института США внесены в книгу «Кто есть кто в мировой науке и инженерии», Кембриджского королевского общества — в книгу «Кто есть кто. Ученые мира» и «2000 выдающихся ученых современности»

## Структура ВНИИБТ

### Административно-управленческий аппарат
- Планово-экономическое управление
- Учёный совет
- Аспирантура
- Отдел информационных технологий
- Общий отдел
- Научные подразделения

### Центр проектирования строительства скважин и инженерного сопровождения (ЦПСС и ИС)
- Отдел проектирования строительства скважин (ОПСС).
- Отдел инженерного сопровождения строительства скважин (ОИССС).
- Отдел научного обоснования проектных решений (ОНОПР).
- Отдел турбобуров, керноотборного и специального инструмента (ОТКСИ).
- Лаборатория конструирования винтовых гидромашин (ЛВГМ).
- Лаборатория буровых гидромашин (ЛБГ).
- Лаборатория технологических процессов разобщения пластов при заканчивании скважин (ЛТПРПЗС).
- Лаборатория специального инструмента для повышения нефтеотдачи (ЛСИПН).
- Лаборатория специальной техники и технологии ремонта скважин (ЛСТиТРС).
- Лаборатория технических средств для специальных способов крепления скважин (ЛТСССКС).
- Лаборатория резьбовых соединений (ЛРС).
- Лаборатория физико-химии буровых растворов (ЛФХБР).
- Лаборатория алмазного бурового инструмента (ЛАБИ).
- Лаборатория методов и средств борьбы с поглощениями (ЛМиСБП).

### Функциональные отделы
- Управление эксплуатации зданий, сооружений и транспорта.
- Транспортный цех.
- Отдел экспериментальных испытаний (п. Поваровка).
- Сектор стендовых испытаний.

### Вспомогательные службы
- Хозяйственный отдел.
- Научно-техническая библиотека.
- Предприятия в подчинении ВНИИБТ.
- Пермский филиал ВНИИБТ.
- Экспериментальный завод ВНИИБТ в г. Люберцы.
- Опытный завод ВНИИБТ в г. Котово Волгоградской области.